# Кобрин, Кирилл Рафаилович
Кири́лл Рафаи́лович Ко́брин (род. 23 августа 1964, Горький, РСФСР, СССР) — литератор, историк, редактор. Пишет на русском и на английском. 

## Биография

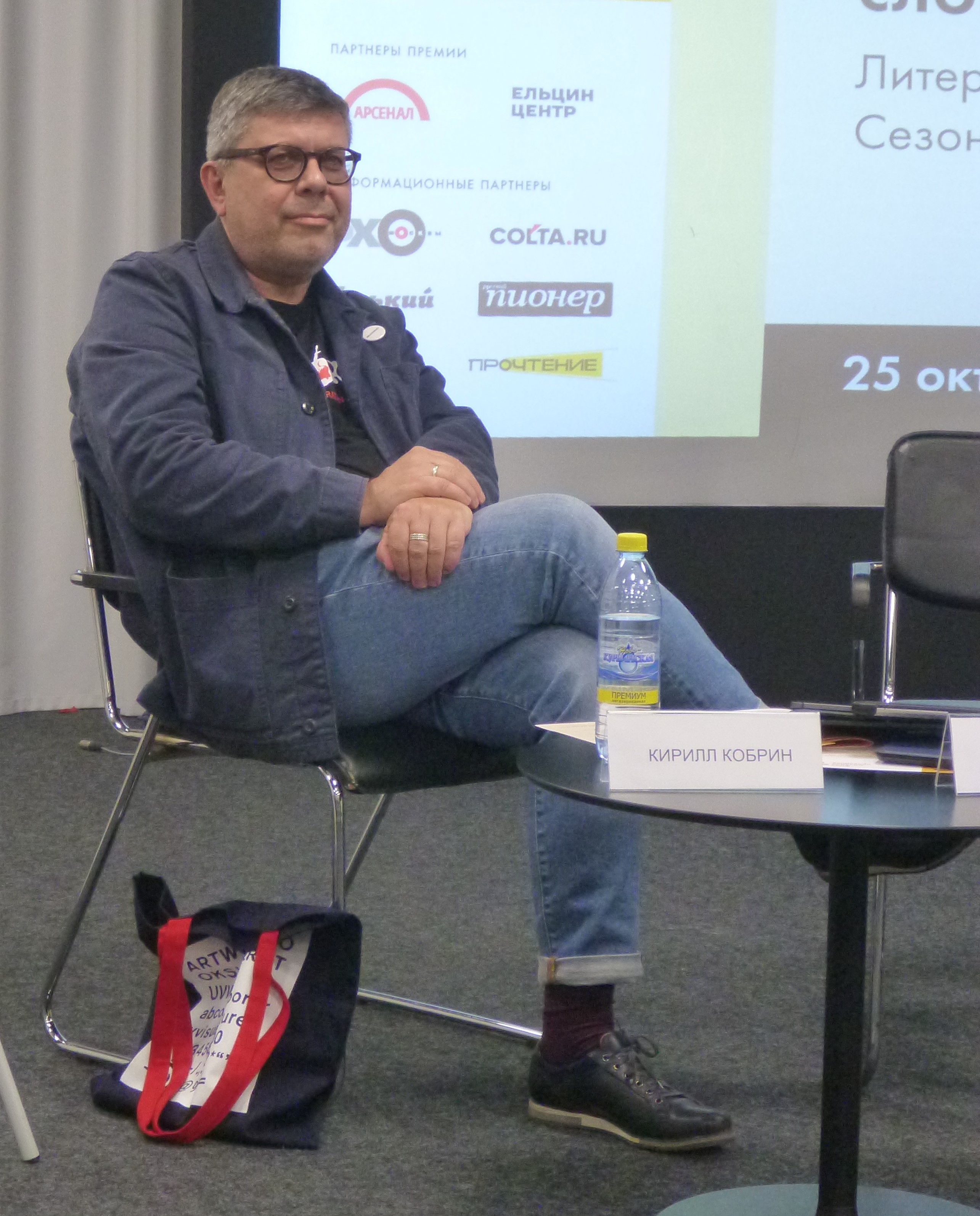
Кирилл Кобрин в Ельцин-центре, 25 октября 2021 года

Окончил исторический факультет Горьковского университета. В 1985 году вместе с Вадимом Демидовым создал рок-группу “Хроноп”, в деятельности которой принимал активное участие до 1989 года (тексты, участие в записях).
С 1986 по 2000 год — преподаватель Горьковского государственного педагогического института. 3 ноября 1993 года защитил кандидатскую диссертацию «Уэльс и английская монархия: последняя треть XI — начало XIV вв.» (научный руководитель Е. В. Кузнецов; официальные оппоненты И. Н. Осиновский и Н. Е. Бенедиктова). С 1994 года начинает выступать в эфире Радио «Свобода», с 2000 по 2013 год работал в штаб-квартире радиостанции в Праге, в 2009—2012 годах исполнял обязанности главного редактора Русской Службы Радио «Свобода». В 1990-е годы совместно с Алексеем Пуриным редактировал литературный альманах «Urbi». В 2000—2006 годах — член редколлегии журнала «Новое литературное обозрение», с 2006 — редактор журнала «Неприкосновенный Запас». с 2021 года — шеф-редактор “Неприкосновенного Запаса”. Вместе с Андреем Левкиным — создатель и соредактор литературно-художественного сайта Post(non)fiction Архивная копия от 25 февраля 2022 на Wayback Machine.
Публикует прозу и эссеистику в российской и европейской периодике с 1992 года. Автор и соавтор более трех десятков книг. До 2016 года постоянный автор латвийского журнала Rīgas Laiks и (до 2020) — онлайн-издания Arterritory Архивная копия от 25 февраля 2022 на Wayback Machine. С 2019 года — колумнист литовского журнала Nemunas. С 2016 года публикуется на портале OpenDemocracy. Архивная копия от 25 февраля 2022 на Wayback Machine.
С 2017 года вернулся к преподаванию. Работал приглашенным лектором и профессором в Сычуаньском университете (КНР), Гриннелльском Колледже (США), Венском университете (Австрия). С 2018 года преподает в Латвийской академии художеств.
После отъезда из РФ в 2000 году жил в Праге, Лондоне, Чэнду, Риге, Бухаресте, Софии, Вене.

## Книги
- Подлинные приключения на вымышленных территориях. [Проза.] — Нижний Новгород: Деком, 1995. — 116 с. (Совместно с Валерием Хазиным.)
- Профили и ситуации. [Эссе.] — СПб.: ЗАО «Атос», 1997. — 136 с. — (Urbi: Литературный альманах. Выпуск двенадцатый.) — Шорт-лист «Антибукер-97», номинант «Северной Пальмиры-98».
- От «Мабиногион» к «Психологии искусства». [Книга очерков на историко-культурные темы.] — СПб.: Журнал «Звезда», 1999. — Шорт-лист «Антибукер-99».
- Описания и рассуждения: Книга эссе. — М.: Модест Колеров; Дом интеллектуальной книги, 2000. — 153 с.
- Гипотезы об истории. — М.: Прагматика культуры, 2002. — 108 с.
- Книжный шкаф Кирилла Кобрина. [Рецензии.] — М.: Языки славянской культуры, 2002. — 140 с.
- Письма в Кейптаун о русской поэзии и другие эссе. — М.: Новое литературное обозрение, 2002. — 128 с.
- Где-то в Европе… : проза нон-фикшн. — М.: Новое литературное обозрение, 2004. — 200 с.
- Мир приключений: (истории, записанные в Праге). [Проза.] — М.: Новое литературное обозрение, 2007. — 154 с.
- «Беспомощный»: книга об одной песне. [Проза.] — М.: Новое литературное обозрение, 2009. — 129 с. (Совместно с Андреем Лебедевым.)
- Европа: конец нулевых. [Эссе.] — М.: Новое литературное обозрение, 2011. — 461 с.
- Книга перемещений: пост(нон)фикшн. — М.: Новое литературное обозрение, 2013. — 144 с.
- Modernitè в избранных сюжетах. Некоторые случаи частного и общественного сознания XIX—XX веков. — М.: Изд. дом Высшей школы экономики, 2015. — 240 с.[5]
- Шерлок Холмс и рождение современности: Деньги, девушки, денди Викторианской эпохи. — СПб.: Издательство Ивана Лимбаха, 2015. — 184 с.[6]
- Средние века: очерки о границах, идентичности и рефлексии. — СПб.: Центр гуманитарных инициатив, 2016. — 218 с.
- Eleven Prague Corpses. – Funks Grove, Illinois: Dalkey Archive, 2016 – 168 p.
- 11 пражских трупов. — Харьков: Фабула, 2016. — 240 с.
- Постсоветский мавзолей прошлого. Истории времён Путина. — М.: Новое литературное обозрение, 2017. — 264 с.
- Разговор в комнатах. Карамзин, Чаадаев, Герцен и начало современной России. — М.: Новое литературное обозрение, 2018. — 224 с.
- На руинах нового: эссе о книгах. — СПб.: Издательство Ивана Лимбаха, 2018. — 332 с.
- История: Work in Progress. — [Rīga]: Орбита, 2018. — 112 c.
- Поднебесный Экспресс: [Роман]. — М.: Новое литературное обозрение, 2019. — 256 с.
- Лондон: Арттерритория. СПб.: Арка, 2020 — 1008 с.
- Призраки усталого капитализма. Эссе последних лет о политике, искусстве и прочем. — Екатеринбург: Кабинетный ученый, 2020. — 200 с.
- На пути к изоляции. Дневник предвирусных лет (+ карантинный эпилог). — М.: Новое литературное обозрение, 2021. — 248 с.
- Пять эссе о войне и болезни. Тель-Авив: Издательство книжного магазина «Бабель», 2024. — 136 с.
- Превратности методов: Эссе о людях слова. Frankfurt Main: Esterum Publishing. 2024. — 204 с.